# Могилатов, Владимир Сергеевич
Владимир Сергеевич Могилатов (21 августа 1945 — 2 февраля 2020) — российский учёный в области геофизики, профессор Новосибирского университета.

## Биография
В 1968 году окончил физический факультет Новосибирского государственного университета.
С 1998 года кандидат технических наук, с 2000 года — доктор технических наук.
Главный научный сотрудник лаборатории геоэлектрики института нефтегазовой геологии и геофизики им. А. А. Трофимука СО РАН. Профессор кафедры геофизики НГУ.
Автор 60 опубликованных научных работ.
Автор нового метода электроразведки — зондирования вертикальными токами (ЗВТ, патенты РФ и США).
Область научных интересов — физико-математические основания геоэлектрики с контролируемыми источниками.
Похоронен на Южном кладбище Новосибирска (квартал 26).